# 2010年亞洲運動會板球比賽
2010年亞洲運動會板球比賽于广工板球场举行，设男女2个小项。

## 獎牌統計
| 排名 | 国家／地区      | 金牌 | 银牌 | 铜牌 | 總數 |
| ---- | --------------- | ---- | ---- | ---- | ---- |
| 1    | （BAN）         | 1    | 1    | 0    | 2    |
| 2    | 巴基斯坦（PAK） | 1    | 0    | 1    | 2    |
| 3    | 阿富汗（AFG）   | 0    | 0    | 1    | 1    |
| 3    | 日本（JPN）     | 0    | 0    | 1    | 1    |
| 總計 | 總計            | 2    | 2    | 2    | 6    |

## 各項成績
| 項目     | 金牌 | 银牌 | 铜牌 |
| 男子板球 | （BAN） · MD·纳伊姆·伊斯兰 · 穆罕默德·纳齐姆丁 · MD·米通 · MD·沙比尔·拉哈曼·罗曼 · 多拉尔·马哈茂德 · 马赫布卜·阿拉姆 · MD·费萨尔-侯赛因·德坎斯 · MD·纳兹姆·侯赛因 · 罗尼·塔卢克达尔 · 卡齐·沙哈达特·侯赛因 · 沙姆斯·拉赫曼 · MD·纳西尔·侯赛因·纳西尔 · 穆罕默德·阿什拉夫 · MD·苏赫拉沃尔迪 · 舒瓦加塔霍姆·乔杜里 | 阿富汗（AFG） · 沙赫普尔·扎德兰 · 阿夫塔卜·阿拉姆 · 穆罕默德·阿斯加尔·斯塔尼克扎伊 · 萨米乌拉·欣瓦拉伊 · 卡里姆汗·萨迪克 · 瑙鲁兹汗·曼加勒 · 梅尔瓦伊斯·阿什拉夫 · 穆罕默德·纳比·埃萨希勒 · 哈米德·哈桑·哈桑 · 穆罕默德·沙赫扎德·穆罕默迪 · 古勒巴丁·纳伊卜 · 穆罕默德·萨米·阿迦 · 沙比尔·艾哈迈德·努里 · 沙菲库拉·沙法克 | 巴基斯坦（PAK） · 哈立德·拉蒂夫 · 拉扎·哈桑 · 贾拉特·汗 · 谢哈里亚尔·加尼 · 哈菲兹·奥斯曼·卡迪尔 · 艾扎兹·本·伊利亚斯·奇马 · 穆罕默德·阿齐姆·古曼 · 萨尔马德·巴蒂 · 纳伊姆丁·卡齐 · 穆罕默德·伊尔沙德 · 拉尔·库马尔 · 比拉瓦勒·巴蒂 · 阿克巴尔·拉赫曼 · 沙尔吉勒·汗 · 纳伊姆·安朱姆 |
| 女子板球 | 巴基斯坦（PAK） · 贾韦里娅·沃杜德 · 萨娜·米尔 · 赛义达·纳因·法蒂玛·奥贝迪 · 赛义达·巴图尔·法蒂·纳克维 · 妮达·拉希德 · 萨尼娅·伊克巴勒 · 马苏玛·朱奈德·法鲁基 · 凯娜特·伊姆蒂亚兹 · 比比·纳希达 · 玛丽娜·伊克巴勒 · 萨娜·古勒扎尔 · 玛丽亚姆·哈桑·沙阿 · 阿斯马维娅·伊克巴勒·霍哈尔 · 比斯玛·马鲁夫               | （BAN） · 艾莎·阿克特尔 · 恰梅莉·卡顿 · 钱帕·恰克马 · 贾哈娜拉·阿拉姆 · 拉塔·蒙多尔 · 潘娜·高希 · 鲁马娜·艾哈迈德 · 萨勒玛·卡顿 · 沙蒂拉·贾基尔·杰西 · 苏克塔拉·纳 · 蒂提拉妮·萨卡尔 · 塔齐娅·阿海尔 · 法尔加娜·哈克·平基 · 苏丹娜·耶斯明·博伊沙基 · 绍哈利·阿克特尔                                                      | 日本（JPN） · 大田久留美 · 川合芙由希 · 栗林江麻 · 宫地静香 · 岩崎绫子 · 斋藤优子 · 金子惠里奈 · 须田温子 · 洼田静 · 菅野美保 · 中山绫子 · 国木裕子 · 山本万里子 · 吉田侑加 · 井田惠里香                                                                                            |